# Last Period: The Story of an Endless Spiral
Last Period: The Story of an Endless Spiral (яп. ラストピリオド~終わりなき螺旋の物語~ Расуто Пириодо: Оваринаки Расэн но Моноготари, Последний период: история бесконечной спирали) — онлайновая ролевая игра с бесплатной моделью распространения, разработанная компанией Happy Elements. Игра была выпущена в Японии в мае 2016 года для устройств на платформах Android и iOS. Телевизионная аниме-адаптация, созданная студией J.C.Staff, транслировалась с 12 апреля по 28 июня 2018 года. Поддержка игры была прекращена в декабре 2022 года.

## Сюжет
Сюжет разворачивается в мире, где существуют «Спирали» — опасные аномалии, которые угрожают реальности. Главные герои работают в организации, которая занимается устранением этих спиралей и защитой мира от различных угроз.
История следует за группой охотников на спирали, включая главного героя, который вместе со своими товарищами отправляется в миссии по закрытию этих аномалий. По ходу игры раскрываются тайны происхождения спиралей, а персонажи сталкиваются с все более серьезными угрозами, включая мощных боссов и загадочных противников.

## Персонажи
Хару (яп. ハル)
Сэйю: Нацуки Ханаэ
Тёко (яп. ちょこ Тёко)
Сэйю: Юкари Тамура
Лиза (яп. リーザ Ри:за)
Сэйю: Мика Кикути
Гадзэру (яп. ガジェル)
Сэйю: Аюму Мурасэ
Эрика (яп. エーリカ Э:рика)
Сэйю: Аи Какума

## Аниме
Премьера аниме-сериала от студии J.C.Staff состоялась 12 апреля 2018 года, всего запланировано 12 эпизодов.
Начальная тема:
«„Yokubari Dreamer (欲張りDreamer Greed Dreamer)“» — исполняет Нацуки Ханаэ и Юкари Тамура.
Завершающая тема:
«„Waizuman no Tēma (ワイズマンのテーマ Wiseman Theme)“» — исполняет Wiseman (Саяка Харада и Акари Кит)